# Troglohyphantes poleneci
Troglohyphantes poleneci är en spindelart som beskrevs av Hermann Wiehle 1964. Troglohyphantes poleneci ingår i släktet Troglohyphantes och familjen täckvävarspindlar.
Artens utbredningsområde är Slovenien. Inga underarter finns listade i Catalogue of Life.